# Neagh Lacus
Neagh Lacus est un lac de Titan, satellite naturel de Saturne.

## Caractéristiques
Neagh Lacus est situé près du pôle Nord de Titan, centré sur 81,11° de latitude nord et 32,16° de longitude ouest, et mesure 98 km dans sa plus grande longueur. Découvert sur des images prises par la sonde Cassini en 2007, Neagh Lacus fait partie des nombreux lacs qui parsèment la région septentrionale de Titan.

## Observation
Neagh Lacus a été découvert par les images transmises par la sonde Cassini en 2007. Il a reçu le nom du Lough Neagh, un lac d'Irlande du Nord.